# Evaldas
Evaldas ist ein litauischer männlicher Vorname (abgeleitet von Ewald). Die weibliche Form ist Evaldė.

## Personen
- Evaldas Gustas (* 1959), Politiker, Wirtschaftsminister und Vizeminister
- Evaldas Ignatavičius (* 1967), Diplomat, Vizeminister
- Evaldas Jurkevičius (* 1969), Politiker, Seimas-Mitglied
- Evaldas Lementauskas (* 1970), Politiker, Seimas-Mitglied, Vizebürgermeister von Šiauliai und Vilnius
- Evaldas Pašilis (* 1973), Generalstaatsanwalt und Richter
- Evaldas Petrauskas (* 1992), Boxer, olympischer Medaillengewinner
- Evaldas Šiškevičius (* 1988), Mountainbiker und Straßenradrennfahrer